# Howard Lydecker
Howard „Babe“ Lydecker (* 8. Juni 1911 in Havanna, Kuba; † 26. September 1969 in Los Angeles, Kalifornien) war ein US-amerikanischer Filmtechniker für visuelle und Spezialeffekte, der zweimal für den Oscar für die besten Spezialeffekte nominiert war.

## Leben
Lydecker und sein drei Jahre älterer Bruder Theodore Lydecker begann Anfang der 1930er Jahre ihre Laufbahn als Filmtechniker bei der Mascot Pictures Corporation von Nat Levine und arbeiteten nach der Fusion der Mascot Pictures Corporation mit Monogram Pictures und Liberty Pictures zu Republic Pictures im Jahr 1935 bei dieser Filmproduktionsgesellschaft, deren Direktor der Filmproduzent Herbert J. Yates von den Consolidated Film Industries war. Zwischen 1935 und 1953 gehörten Howard und Theodore Lydecker zu den bedeutendsten Filmtechnikern auf dem Gebiet von Miniaturspezialeffekten, wobei Babe Lydecker die Tischlereiwerkstatt von Republic Pictures zu einem Spezialeffektestudio mit rund zwanzig Filmtechnikern ausbaute.
1935 schuf er die ersten Spezialeffekte für die Filme The Fighting Marines und The Phantom Empire und arbeitete bis zu seinem Tod an der Herstellung von fast 400 Filmen mit.
Bei der Oscarverleihung 1941 war er erstmals für einen Oscar für die besten Spezialeffekte nominiert und zwar mit William Bradford, Bud Thackery und Herbert Norsch für den Film Women in War (1940).
Eine weitere Nominierung in dieser Kategorie erhielt er 1943 zusammen mit dem Tontechniker Daniel J. Bloomberg für den Kriegsfilm Unternehmen Tigersprung (Flying Tigers, 1942). In diesem Film wurde sein Talent für Miniaturspezialeffekte deutlich: Für die Verfilmung der Kampfszenen eines Fliegergeschwaders der US Air Force gegen die japanische Luftwaffe in China mit zahlreichen Luftkämpfen, Flugzeugzusammenstürzen, Abstürzen und so weiter verwendete er Mock-ups und Miniaturmodelle und kein einziges wirkliches Flugzeug während der gesamten Filmproduktion.

## Filmografie (Auswahl)
- 1935: The Fighting Marines
- 1935: The Phantom Empire
- 1937: Der singende Pfeil
- 1939: Daredevils of the Red Circle
- 1940: Women in War
- 1941: Adventures of Captain Marvel
- 1942: Unternehmen Tigersprung (Flying Tigers)
- 1943: Die Hölle von Oklahoma
- 1944: Brasilianische Serenade (Brazil)
- 1945: San Francisco Lilly
- 1945: Phantom of the Plains
- 1945: The Tiger Woman
- 1946: Home on the Range
- 1946: Ich hab dich immer geliebt (I’ve Always Loved You)
- 1946: Karten, Kugeln, Banditen (Plainsman and the Lady)
- 1946: Der Bandit von Sacramento (In Old Sacramento)
- 1946: Schüsse auf der Ranch (My Pal Trigger)
- 1946: Roll on Texas Moon
- 1947: Hyänen der Prärie (Wyoming)
- 1947: Ich kann mein Herz nur einmal verschenken (Northwest Outpost)
- 1947: Brennende Grenze (The Fabulous Texan)
- 1947: Die Dame und der Cowboy (Saddle Pals)
- 1947: Son of Zorro
- 1947: Oregon Trail Scouts
- 1947: Marshall of Cripple Creek
- 1948: G-Men Never Forget
- 1948: Die rauhen Reiter der furchtlosen Legion (The Gallant Legion)
- 1948: Desperadoes of Dodge City
- 1948: Im Banne der roten Hexe (Wake of the Red Witch)
- 1948: Der Rächer von Los Angeles (Old Los Angeles)
- 1948: Die Plünderer von Nevada (The Plunderers)
- 1949: Federal Agents vs. Underworld, Inc.
- 1949: Law of the Golden West
- 1949: Down Dakota Way
- 1949: Mit Pech und Schwefel (Brimstone)
- 1949: Kopfpreis 5000 Dollar (Hellfire)
- 1949: The Red Menace
- 1950: Das Schwert der Rache (The Avengers)
- 1950: Blutrache in Montana (The Showdown)
- 1950: In der Hölle von Missouri (California Passage)
- 1950: Tarnished
- 1950: Mississippi-Express (Rock Island Trail)
- 1950: Terror über Colorado (The Savage Horde)
- 1950: Desperadoes of the West
- 1950: North of the Great Divide
- 1951: Der Seewolf von Barracuda (The Sea Hornet)
- 1951: Night Riders of Montana
- 1951: Wells Fargo Gunmaster
- 1951: Havana Rose
- 1952: Feuertaufe Invasion (Thunderbirds)
- 1952: Der Tiger von Utah (Ride the Man Down)
- 1952: Die Schönste von Montana (Montana Belle)
- 1952: Der Löwe von Arizona (Toughest Man in Arizona)
- 1952: Faustrecht in Minnesota (Woman of the North Country)
- 1952: Mördersyndikat San Francisco (Hoodlum Empire)
- 1952: Captive of Billy the Kid
- 1952: I Dream of Jean
- 1953: Der Rebell von Java (Fair Wind to Java)
- 1953: Der Cowboy von San Antone (San Antone)
- 1953: Chicago – 12 Uhr Mitternacht (City That Never Sleeps)
- 1953: Jungle Drums of Africa
- 1953: Sweethearts on Parade
- 1954: Make Haste to Live
- 1955: Carolina Cannonball
- 1955: Headline Hunters
- 1956: Stranger at My Door
- 1957: Affair in Reno
- 1966: Retik, the Moon Menace